# Mirbelia ramulosa
Mirbelia ramulosa es una especie de planta floral del género Mirbelia, familia Fabaceae, orden Fabales.

## Distribución
Se distribuye por Australia Occidental y Territorio del Norte, Australia.

## Taxonomía
Fue descrita por (Benth. ex Lindl.) C. A. Gardner y publicada en Enumeratio Plantarum Australiae Occidentalis 57 (1930).